# Harry Anderson
Harry Laverne Anderson (Newport, Rhode Island; 14 de octubre de 1952-Asheville, Carolina del Norte; 16 de abril de 2018) fue un actor, guionista, director y mago estadounidense, principalmente conocido por sus personajes como el juez Harry Stone en la sitcom de NBC Juzgado de guardia y Richie Tozier en la miniserie It de 1990.

## Biografía
Nacido en Newport, Rhode Island, Anderson hacía espectáculos de magia en la calle antes de convertirse en actor. Su gran oportunidad llegó en 1984 cuando le eligieron para el papel del juez Harold T. Harry Stone en la serie de nueve temporadas Juzgado de guardia (1984-1992). Entre 1981 y 1985 apareció ocho veces en el programa Saturday Night Live, y fue un actor invitado recurrente como Harry the Hat Gittes [Harry el Sombrero] en la sitcom Cheers. También, en su faceta de mago, hizo numerosas apariciones en programas de televisión, incluyendo el programa Harry Anderson's Sideshow en 1987. En 1985 protagonizó un capítulo de la serie Tales from the Darkside llamado All a Clone by the Telephone.
En 1990 fue uno de los protagonistas de la adaptación televisiva de la famosa novela de Stephen King, It, dirigida por Tommy Lee Wallace interpretando a Richie Tozier. De 1993 a 1997 protagonizó la sitcom Dave's World, basada libremente en la vida y las columnas humorísticas del columnista Dave Barry. Junto a su viejo amigo Turk Pipkin escribió un libro llamado Games You Can't Lose: A Guide for Suckers, a collection of gags, cons, tricks and scams. Publicado en 1989 y reimpreso en 2001, el título también contiene una guía de «Juegos que no puedes ganar», visto desde la perspectiva de un mago profesional.
Largamente admirador del cantante melódico Mel Tormé, recitó su elogio en el funeral del cantante en 1999.
Anderson y su mujer Elizabeth fueron dueños de una pequeña tienda en el Barrio Francés de Nueva Orleans llamada 'Sideshow' donde ofrecía «magia, curiosidades y apócrifas —en el sentido de fabuloso—». En el verano de 2005 también abrió un club nocturno, de nuevo en el Barrio Francés, llamado Oswald's Speakeasy, situada en el 1331 de la calle Decatur. En el club, Anderson ofrecía su propio espectáculo llamado Wise Guy [el Sabelotodo]. 
En 2006 apareció en el documental Hexing a Hurricane, que trata sobre los seis meses posteriores al paso del Huracán Katrina por Nueva Orleans. En agosto de ese mismo año, Anderson y su mujer tomaron la decisión de abandonar Nueva Orleans por la disminución del turismo, la reelección del alcalde Ray Nagin y la depresión general en la que vivía la ciudad. Compraron una casa en Asheville, Carolina del Norte y en octubre de 2006 vendieron su casa de Nueva Orleans y el club Oswald's Speakeasy. 
En noviembre de 2008 se interpretó a sí mismo en el capítulo «Una reunión de amigos de Juzgado de guardia» de la serie 30 Rock, junto a sus antiguos compañeros de Juzgado de guardia Markie Post y Charles Robinson.
Anderson se casó en dos ocasiones y tuvo dos hijos, Dashiell y Eva, frutos de su primer matrimonio con Leslie Pollack.

## Fallecimiento
En enero de 2018 enfermó de gripe. Sin embargo, su estado de salud se agravó luego de sufrir posteriormente algunos derrames cerebrales. El 16 de abril de ese mismo año volvió a sufrir otro derrame que se complicó con una afección cardíaca que padecía el actor, falleciendo así a los 65 años, mientras dormía en su casa, ubicada en Asheville, Carolina del Norte.

## Filmografía

### Cine
| Año  | Título              | Personaje      | Notas      |
| ---- | ------------------- | -------------- | ---------- |
| 1982 | The Escape Artist   | Harry Masters  |            |
| 1988 | She's Having a Baby | Harry Anderson | Uncredited |
| 1990 | It                  | Richie Tozier  |            |
| 2006 | Hexing a Hurricane  | Él mismo       |            |
| 2014 | A Matter of Faith   | Profesor Kaman |            |

### Televisión
| Año       | Título                                       | Personaje                     | Notas                                                                                           |
| --------- | -------------------------------------------- | ----------------------------- | ----------------------------------------------------------------------------------------------- |
| 1981–1985 | Saturday Night Live                          | Él mismo                      | 8 Episodios                                                                                     |
| 1982–1993 | Cheers                                       | Harry "The Hat" Gittes        | 6 Episodios                                                                                     |
| 1984–1992 | Night Court                                  | Judge Harold "Harry" T. Stone | 193 Episodios; también director y escritor ocasional                                            |
| 1984–1992 | Night Court                                  | Judge Harold "Harry" T. Stone | Nominado – Primetime Emmy Award por Actor principal destacado en una Serie de Comedia (1984–86) |
| 1985      | Tales from the Darkside                      | Leon                          | Episodio: "All a Clone by the Telephone"                                                        |
| 1986      | Vanishing America                            | Dog Owner                     | Película de televisión corta                                                                    |
| 1988      | Tanner '88                                   | Billy Ridenhour               | 2 Episodios                                                                                     |
| 1988      | Spies, Lies & Naked Thighs                   | Freddie                       | Película de televisión                                                                          |
| 1988      | D.C. Follies                                 | Harry Anderson                | 01 Episodio                                                                                     |
| 1988      | The Absent-Minded Professor                  | Profesor Henry Crawford       | Película (rehecha)                                                                              |
| 1990      | Mother Goose Rock 'n' Rhyme                  | Peter Piper                   | Película de televisión                                                                          |
| 1990      | It                                           | Richie Tozier                 | Miniserie                                                                                       |
| 1990      | Tales from the Crypt                         | Jim Korman                    | Episodio: "Korman's Kalamity"                                                                   |
| 1992      | Parker Lewis Can't Lose                      | Ronny Ray Rasmussen           | Episodio: "Glory Daze"                                                                          |
| 1993–1997 | Dave's World                                 | Dave Barry                    | 98 Episodios                                                                                    |
| 1994      | Hearts Afire                                 | Dave Barry                    | Episodio: "Sleepless in a Small Town"                                                           |
| 1996      | Night Stand with Dick Dietrick               | Harry                         | Episodio: "UFO Mother Show"                                                                     |
| 1996      | The John Larroquette Show                    | Dr. Gates                     | Episodio: "Cosmetic Perjury"                                                                    |
| 1996      | Harvey                                       | Elwood P. Dowd                | Película de televisión (rehecha)                                                                |
| 1997      | Lois & Clark: The New Adventures of Superman | Dr. Klaus "Fat Head" Mensa    | Episodio: "The Family Hour"                                                                     |
| 1998      | Noddy                                        | Jack Fable                    | Episodio: "The Magic Show"                                                                      |
| 2002      | Son of the Beach                             | Bull Cracker                  | Episodio: "The Long Hot Johnson"                                                                |
| 2008      | 30 Rock                                      | Él mismo                      | Episodio: "The One with the Cast of Night Court"                                                |
| 2013      | Comedy Bang! Bang!                           | Él mismo                      | Episodio: "Rainn Wilson Wears a Short Sleeved Plaid Shirt & Colorful Sneakers"                  |
| 2014      | Gotham Comedy Live                           | Él mismo                      | Episodio: "Harry Anderson"                                                                      |

### Videojuegos
| Año  | Título        | Personaje                                         | Notas |
| ---- | ------------- | ------------------------------------------------- | ----- |
| 1997 | Nightmare Ned | Graveyard Shadow Creature / Gampa Ted Needlemeyer | Voz   |

## Libros, revistas y publicaciones
| Año  | Título                                                     | Información                      |
| ---- | ---------------------------------------------------------- | -------------------------------- |
| 1982 | Wenii: The Intentional Confusers' Magazine                 | Una parodia de la revista mágica |
| 1982 | Wenii: The Intentional Confusers' Magazine                 | Genii: Revista The Conjurers'    |
| 1989 | Harry Anderson's Games You Can't Lose: A Guide For Suckers |                                  |
| 1993 | Harry Anderson: Wise Guy From The Street To The Screen     |                                  |
| 2001 | Games You Can't Lose: A Guide For Suckers                  |                                  |